# FENCE OF DEFENSE LIVE 7670
『FENCE OF DEFENSE 7670』（フェンス・オブ・ディフェンス　ライブ 7670）は、2007年12月22日に発売されたFENCE OF DEFENSEの映像作品。
本項では、2009年に配信限定で発売された『FENCE OF DEFENSE LIVE 7670 Part.1」、「FENCE OF DEFENSE LIVE 7670 Part.2」、「FENCE OF DEFENSE LIVE 7670 Part.3」に関しても記述する。

## メンバー
- 北島健二：ギター
- 西村麻聡：ベース、シンセサイザー、ヴォーカル
- 山田亘：ドラム、パーカッション

## 解説
デビュー20周年を記念し、Sony Music Direct/GT musicから発売された2枚組ベストアルバム『GREAT FREAKERS BEST 〜FENCE OF DEFENSE 1987-2007〜』に続いて、2003年から2007年までの全ライブを再編集と選曲を行い、3枚のDVDに収録してインディーズレーベルから発売された、まさに再始動から現在までの集大成と言える映像作品。
2003年10月23日・24日・31日に原宿アストロホールで行われた『FENCE OF DEFENSE 再会LIVE』から、2007年6月21日に澁谷DUOにて行われた『FENCE OF DEFENSE 20th Anniversary Part1』までの全てのライブ映像が収録されているほか、秘蔵オフショットやメンバーのインタビュー映像に加え、メンバーによる副音声も収められている。

## 収録ライブリスト
- 『FENCE OF DEFENSE 再会LIVE』 (2003年10月23日・24日・31日 原宿アストロホール)
- 『UN-DEFECTIVE ATTACK』(20047月3日 横浜ベイホール)
- 『HIP HOP JUMP』(2004年12月9日 恵比寿リキッドリーム)
- 『パンゲアTOUR 2005』 (2005年3月26日、5月1日 渋谷O-WEST、4月14日 さいたま新都心VOGUE)
- 『Providence』 (2006年2月8日・19日 原宿アストロホール)
- 『hot dogs 2』 (2007年1月26日・2月2日 渋谷O-WEST)
- 『FENCE OF DEFENSE 20th Anniversary Part1』 (2007年6月21日 渋谷DUO)

## 収録曲
全編曲:FENCE OF DEFENSE

### DISC 1
1. OPENING
2. 時の河
  - 作詞:FENCE OF DEFENSE 作曲:西村麻聡
3. FATHIA
  - 作詞:FENCE OF DEFENSE 作曲:西村麻聡
4. STRANGE BLUE
5. CHAIN REACTION
  - 作詞:RYO 作曲:北島健二、西村麻聡、山田わたる
6. MIDNIGHT FLOWER
  - 作詞:柳川英巳 作曲:北島健二、西村麻聡、山田亘
7. サウザンド・タイムス
  - 作詞K.INOJO 作曲:山田亘
8. TIME
  - 作詞:柳川英巳、早咲めぐみ、西村麻聡 作曲:北島健二、西村麻聡
9. SPEED OF LOVE
  - 作詞:石川雅敏 作曲:北島健二、西村麻聡、山田わたる
10. 恋の独裁者
  - 作詞:FENCE OF DEFENSE 作曲:西村麻聡
11. NIGHTLESS GIRL
  - 作詞:柳川英巳 作曲:西村麻聡
12. SOUL X-PLOSION
  - 作詞:石川雅敏、西村麻聡 作曲:西村麻聡
13. FREAKS
  - 作詞:K.INOJO 作曲:西村麻聡

### DISC 2
1. OPENING (AB-O-RIGI-NAL)
  - 作曲:西村麻聡
2. DATA No.6
  - 作詞:K.INOJO 作曲:西村麻聡
3. 西村麻聡 INTERVIEW
4. SARA
  - 作詞:FENCE OF DEFENSE 作曲:西村麻聡
5. 北島健二 INTERVIEW
6. FREEDOM＊HILL→MORNING
  - 作曲:西村麻聡
7. 山田わたる INTERVIEW
8. PEACE LOVIN' MAN
  - 作詞:FENCE OF DEFENSE、早咲めぐみ 作曲:FENCE OF DEFENSE
9. 西村麻聡 INTERVIEW
10. OUR LOVE
  - 作詞:柳川英巳、西村麻聡 作曲:西村麻聡
11. 山田わたる INTERVIEW
12. クロスロード・パズル
  - 作曲:北島健二
13. 北島健二 INTERVIEW
14. 夜のカナリヤ
  - 作曲:北島健二
15. FENCE OF DEFENSE
16. 星を継ぐもの
  - 作詞:尾崎雪絵、柳川英巳、西村麻聡 作曲:北島健二、西村麻聡
17. 影絵
  - 作詞・作曲:西村麻聡
18. FENCE OF DEFENSE
19. HARD LIPS
  - 作詞:柳川英巳 作曲:西村麻聡

### DISC 3
1. Fresh Killed Love
  - 作詞・作曲:西村麻聡
2. 薔薇のダイヤを胸に
  - 作詞:K.INOJO 作曲:西村麻聡
3. 西村麻聡 INTERVIEW
4. 疾風迅雷
  - 作詞:久和カノン 作曲:西村麻聡
5. ホクソウウュウ
  - 作詞:SEVEN 作曲:西村麻聡
6. NOTHING BUT A SIN
  - 作詞NORI 作曲:北島健二、西村麻聡、山田わたる
7. I'm so glad
  - 作詞:K.INOJO 作曲:北島健二、西村麻聡、山田わたる
8. 北島健二 INTERVIEW
9. 真実の絆
  - 作詞:斉藤友理、西村麻聡 作曲:西村麻聡
10. 暁に捧ぐ
  - 作詞:Chang jung 作曲:FENCE OF DEFENSE
11. 山田わたる INTERVIEW
12. DESPERATION
  - 作詞:K.INOJO、西村麻聡 作曲:西村麻聡
13. VANISHIN' ROAD
  - 作詞:K.INOJO 作曲:西村麻聡
14. 無常24/7
  - 作詞:ma-saya 作曲:FENCE OF DEFENSE

## FENCE OF DEFENSE LIVE 7670 Part.1～3 (アルバム)
『FENCE OF DEFENSE LIVE 7670 Part.1～3』（フェンス・オブ・ディフェンス　ライブ 7670 1～3）は、FENCE OF DEFENSEのミニ・ライブ・アルバム。

### 解説
本作は映像作品『FENCE OF DEFENSE LIVE 7670』からのライブ音源を収録した作品で、『Part 1』、『Part 2』、『Part 3』の3タイトルに分け、配信限定商品としてリリースされた。
1タイトルにつき4曲ずつ収録されており、収録曲はすべてリミックスが施されている。

### シリーズ

#### 収録曲
| 全編曲: FENCE OF DEFENSE。 |                    |                  |           |       |
| #                          | タイトル           | 作詞             | 作曲      | 時間  |
| 1.                         | 「FATHIA」         | FENCE OF DEFENSE | 西村麻聡  | 5:29  |
| 2.                         | 「時の河」         | FENCE OF DEFENSE | 西村麻聡  | 4:11  |
| 3.                         | 「SARA」           | FENCE OF DEFENSE | 西村麻聡  | 4:40  |
| 4.                         | 「NIGHTLESS GIRL」 | 柳川英巳         | 西村麻聡  | 6:34  |
| 合計時間:                  | 合計時間:          | 合計時間:        | 合計時間: | 20:54 |

| 全編曲: FENCE OF DEFENSE。 |                          |           |                            |       |
| #                          | タイトル                 | 作詞      | 作曲                       | 時間  |
| 1.                         | 「サウザンド・タイムス」 | K.INOJO   | 山田亘                     | 5:18  |
| 2.                         | 「STRANGE BLUE」         | 柳川英巳  | 西村麻聡                   | 5:46  |
| 3.                         | 「CHAIN REACTION」       | RYO       | 北島健二、西村麻聡、山田亘 | 5:00  |
| 4.                         | 「MIDNIGHT FLOWER」      | 柳川英巳  | 北島健二、西村麻聡、山田亘 | 5:10  |
| 合計時間:                  | 合計時間:                | 合計時間: | 合計時間:                  | 21:14 |

| 全編曲: FENCE OF DEFENSE。 |                       |                    |                            |       |
| #                          | タイトル              | 作詞               | 作曲                       | 時間  |
| 1.                         | 「SPEED OF LOVE」     | 石川雅敏           | 北島健二、西村麻聡、山田亘 | 5:28  |
| 2.                         | 「Fresh Killed Love」 | 西村麻聡           | 西村麻聡                   | 5:12  |
| 3.                         | 「SOUL X-PLOSION」    | 石川雅敏、西村麻聡 | 西村麻聡                   | 5:54  |
| 4.                         | 「最後の想い」        | 早咲めぐみ         | 西村麻聡                   | 4:20  |
| 合計時間:                  | 合計時間:             | 合計時間:          | 合計時間:                  | 20:54 |